# Ghislain Gimbert
Pour les articles homonymes, voir Ghislain et Gimbert.
Ghislain Gimbert, né le 7 août 1985 à Roanne (Loire), est un footballeur français. Il évolue comme attaquant.

## Biographie

### Débuts professionnels
Formé au Grenoble Foot 38 avec Olivier Giroud, Ghislain Gimbert bénéficie d'un temps de jeu réduit en Isère. Il est prêté au Tours FC lors de la saison 2006-2007 puis la saison suivante au FC Libourne St-Seurin, avant de quitter définitivement son club formateur en 2008 en rejoignant le Vannes OC, promu en Ligue 2. 
Sous les ordres de Stéphane Le Mignan il est finaliste de la Coupe de la Ligue en 2009 contre les Girondins de Bordeaux, défaite quatre buts à zéro. Auteur d'un début de saison tonitruant avec Vannes lors de la saison 2009-2010 avec six buts en huit journées, il perd finalement la confiance de son entraîneur et finit la saison avec huit réalisations au compteur.

### Stade lavallois
Désirant se relancer dans un club qui lui fait confiance, il signe au Stade lavallois à l'été 2010, contre une indemnité de transfert non dévoilée mais estimée à 300 000 euros. Il est le premier transfert payant de l'histoire du Stade lavallois, ce qui lui créera une certaine pression. À Laval il retrouve les anciens Vannetais Pierre Talmont et Jérôme Lebouc, avec qui il retrouve rapidement ses automatismes. Il contribue au maintien de son club trois saisons de suite.

### Haut de tableau de L2

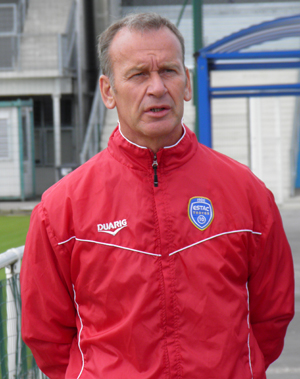
Jean-Marc Furlan.

En fin de contrat en juillet 2013, Ghislain Gimbert signe à l'ESTAC Troyes avec pour objectif la montée en Ligue 1, sous les ordres de Jean-Marc Furlan, qui apprécie son profil de guerrier des surfaces. Alors qu'il fait partie des joueurs cadres de l'ESTAC et que son équipe est en tête de la Ligue 2, il s'envole pour la Belgique et le SV Zulte Waregem lors du mercato hivernal 2015. Le transfert est estimé à 400 000 € et permet à l'attaquant d'augmenter substantiellement son salaire, qu'il jugeait insuffisant à Troyes.
Le 28 août 2015, il fait son retour en France, paraphant un contrat de deux ans au Havre AC alors qu'il est également pisté par le FC Sochaux-Montbéliard et le RC Lens. Pour sa première saison, il échoue de peu aux portes de la Ligue 1, ratant la montée d'un but. 
Il évolue de 2017 à 2019 à l'AC Ajaccio, où il marque 19 buts et dispute un barrage d'accession à la Ligue 1.
Avec 91 buts inscrits de 2007 à 2020, Ghislain Gimbert est le meilleur buteur de Ligue 2 sur cette période.

### Fin de carrière
En 2019, il signe pour Ümraniyespor, club de milieu de tableau de D2 turque. 
En septembre 2020, il s’engage avec le club de National du Mans FC. 
En 2021, après une saison difficile, il signe au FC Métropole Troyenne, club évoluant en Régional 1, et prend la direction d'un groupe de jeunes au sein du club. Il y retrouve ses anciens coéquipiers Thomas Ayasse, président, et Lionel Cappone, gardien numéro 1 bis et chargé de l'entraînement des gardiens. En mars 2023 il est meilleur buteur de sa poule de R1 avec quatorze buts et permet au club de monter en National 3. La saison suivante est très compliquée en National 3 avec seulement trois victoires et trois nuls pour vingt défaites, le club est logiquement relégué en terminant dernier de sa poule avant de disparaitre à la suite de problèmes financiers.
Sans club, il rejoint l'US Éclaron en Régional 1.

## Palmarès
- Finaliste de la Coupe de la Ligue en 2009 avec le Vannes OC.
- Champion de Ligue 2  en 2015 avec l’ES Troyes.
- Vainqueur de la Coupe de l'Aube en 2022 et champion de Régional 1 avec le FC Métropole Troyenne.